# Schiers
Schiers (gsw. Schiersch, rm. Aschera) – miejscowość i gmina w południowo-wschodniej Szwajcarii, w kantonie Gryzonia, w regionie Prättigau/Davos.

## Demografia
W Schiers mieszka 2 727 osób. W 2020 roku 17,6% populacji gminy stanowiły osoby urodzone poza Szwajcarią. 

## Transport
Przez teren gminy przebiega droga główna nr 28. 